# Gottlieb Jenner
Gottlieb Jenner (* 14. Februar 1696 in Bern; † 24. Juni 1774 ebenda) war ein Schweizer Jurist und Politiker.

## Leben

### Familie
Gottlieb Jenner  entstammte der schwarzen Linie zum Mohren der Patrizierfamilie Jenner und war der Sohn des Grossrats und Landvogts Niklaus Jenner (* 1651 in Bern; † 1718) und dessen Ehefrau Susanna (* 1659), Tochter des Kleinrats und Salzdirektors (Vorsteher des Salzamts) Hans Georg Im Hof (* 1630 in Aarau; † 6. April 1691 in Bern) und Enkelin des gleichnamigen Landvogts Hans Georg Im Hof (1596–1657). Er hatte neun Geschwister. Seit dem 5. Januar 1731 war er in Bümpliz mit Dorothea (* 16. September 1714 in Bern; † 5. Oktober 1748 ebenda), Tochter des Vogts und Kleinrats Johannes Fischer (1688–1753) verheiratet; gemeinsam hatten sie fünf Kinder.  

### Werdegang
Gottlieb Jenner begann 1721 ein Theologiestudium an der Universität Halle, das er jedoch abbrach und zu einem Studium der Rechtswissenschaften wechselte, mit Vorlesungen unter anderem bei Christian Thomasius und Nicolaus Hieronymus Gundling; dieses setzte er später an der Universität Leiden fort und hörte dort Vorlesungen unter anderem bei Antonius Schultingh und Johann Jacob Vitriarius. In Leiden beendete er 1725 sein Studium mit einer Promotion zum Doktor beider Rechte. Nach seinem Studium unternahm er eine Bildungsreise nach England und Frankreich. 1726 wurde er als Professor und Nachfolger von Nikolaus II Bernoulli an die Hohe Schule in Bern berufen und lehrte dort bis 1748 Rechtswissenschaften; in dieser Zeit wurde er 1735 zum Grossrat gewählt. Zu seinen Studenten gehörte unter anderem Alexander Ludwig von Wattenwyl. Um politische Ämter ausüben zu können, verzichtete er 1748 auf seine Professur und war in der Zeit von 1748 bis 1754 Landvogt von Erlach und ab 1751 Kleinrat. Sein Nachfolger im Lehramt wurde Sigmund Ludwig Lerber (1723–1783). Von 1756 bis zu seinem Tod war er als Salzdirektor von Roche tätig. Gottlieb Jenner  wurde von Jakob Emanuel Handmann porträtiert.

## Schriften (Auswahl)
- Dissertationem inauguralem de acquisitione bellica. Lugd. Batav. 1725.
- Dissertationem de vi privata licita & prohibita. Bern, 1732.
- Dissert. de Advocatis c Procuratoribus. Bern, 1735.
- Dissertatio juridica, de legibus civilibus in genere, exhibens earum naturam & indolem, introductionem, & necessitatem. Bern, 1740.